# Endothenia vasculigera
Endothenia vasculigera es una especie de polilla del género Endothenia, categorizada en la tribu Olethreutini, de la subfamilia Olethreutinae.

## Distribución
Se distribuye por el Congo.

## Taxonomía
Fue descrita por Meyrick en 1938 y publicada en (Endothenia), Institut des Parcs Nationaux du Congo Belge 14: 9.